# Alicja Telatycka
Alicja Telatycka (ur. 31 maja 1936 w Lublinie, zm. 3 kwietnia 2020 w Białymstoku) – polska aktorka teatralna.

## Życiorys
W 1960 ukończyła studia na Wydziale Aktorskim Państwowej Wyższej Szkoły Teatralnej i Filmowej w Łodzi, podczas studiów grała w teatrze 7:15, a następnie w Teatrze Powszechnym. Przez krótki czas grała w poznańskim PPIE, a następnie otrzymała angaż w Teatrze Ziemi Opolskiej, gdzie występowała do 1971. W latach 1971–1974 grała w Teatrze Dramatycznym im. Aleksandra Węgierki w Białymstoku, od 1975 do 1976 grała na scenie Teatru im. Wandy Siemaszkowej w Rzeszowie. W sezonie 1976/1977 grała w Teatrze im. Juliusza Osterwy w Lublinie, a w 1977/1978 w Teatrze Polskim w Bydgoszczy. W 1978 Alicja Telatycka powróciła na stałe do Białegostoku, gdzie do końca kariery występowała w składzie zespołu Teatru Dramatycznego im. Aleksandra Węgierki do 2000 roku.
Żona aktora Andrzeja Redwansa, zmarła 3 kwietnia 2020 i została pochowana na Cmentarzu Miejskim przy ul. Piotra Wysockiego w Białymstoku.